# Yu-Gi-Oh! Forbidden Memories
Yu-Gi-Oh Forbidden Memories, conhecido no Japão como Yu-Gi-Oh! Shin Duel Monsters (遊戯王真デュエルモンスターズ封印されし記憶) é um jogo de Video game inspirado no anime e mangá Yu-Gi-Oh!.
O jogo foi lançado exclusivamente para PlayStation 1, e se passa no Antigo Egito. Os jogadores jogam Yu-Gi-Oh! Trading Card Game ao lado de personagens que aparecem na série.

## Personagens
Durante a maior parte do jogo, o protagonista é Atem, o Príncipe do Antigo Egito. Depois que o sumo sacerdote Heishin derruba o Faraó, Atem começa a libertar o Egito do governo de Heishin. Mais tarde, é revelado que Heishin busca o retorno de Nitemare, um antigo mago do mal.
Parte do jogo se passa nos tempos modernos. Para esta parte, o protagonista é Yugi Mutou. Ele está participando de um torneio quando Atem recebe a tarefa de recuperar as relíquias de que o Príncipe precisa para completar sua missão, que estão nas mãos de alguns dos competidores do torneio.

## Rank
Os ranks são classificações que o jogo te da a cada duelo vencido dependendo do seu desempenho. Eles são divididos em POW representando poder e TEC representando técnica. 
Cada classe é dividida em 5 categorias sendo S, A, B, C, e D. Ambos os ranks são opostos entre: Duelos onde o jogador foi dominante (POW) e duelos com alto nível de técnica (TEC)
A ordem seguida dos ranks durante o duelo é:
S-POW > A-POW > B-POW > C-POW > D-POW > D-TEC > C-TEC > B-TEC > A-TEC > S-TEC

A classificação é determinada de acordo com as características do duelos
São elas:
- Número de rounds
- Quantidade de cartas usadas
- Ativação de cartas efeito (mágicas, armadilhas, equipamentos e rituais)
- Perda de pontos de vida
- Fusões
- Defesas e contra ataques

Quanto maior o número de cada característica mais técnico é considerado o duelo.

Influencia em ganho de cartas
O ganho de cartas é relacionado ao tipo de duelo de acordo com o rank.
Duelos poderosos tendem a dar cartas mais poderosas enquanto os duelos técnicos tendem a dar cartas relacionadas a técnicas de jogo.
Em qualquer rank é possível obter cartas de mostro e efeitos, comuns ou raras.
Cada personagem possuí 3 listas de cartas possíveis divididas da seguinte forma:
- S e A POW = Cartas comuns ou poderosas
- B, C e D POW ou TEC = Cartas comuns
- A e S TEC = Cartas comuns ou técnicas

O que o jogo considera como cartas comuns, poderosas ou técnicas é em comparação ao nível do oponente.

Influencia em ganho de starchip
Para cada duelo vencido você recebe starchips que podem ser usadas para adquirir cartas por meio de códigos na tela de 'Password'
A quantidade varia entre 1 e 5 dependendo da categoria do rank
- S = 5 starchips
- A = 4 starchips
- B = 3 starchips
- C = 2 starchips
- D = 1 starchips

## Recepção
O jogo recebeu críticas "mistas" de acordo com o agregador de análises de videogames Metacritic. Grande parte das críticas referem-se a complexidade da jogabilidade e da dificuldade dos jogadores de conseguir cartas raras.
| Pontuações agregadas | Pontuações agregadas |
| Agregador            | Ponto                |
| -------------------- | -------------------- |
| GameRankings         | 62%                  |
| Metacritic           | 57/100               |